# Kingdom Come
A Kingdom Come az amerikai Sir Lord Baltimore rockegyüttes debütáló albuma. A lemez a Mercury Records gondozásában 1970-ben jelent meg.

## Számlista
| Sorrend | Cím                        | Hossz |
| ------- | -------------------------- | ----- |
| 1.      | Master Heartache           | 4:37  |
| 2.      | Hard Rain Fallin           | 2:56  |
| 3.      | Lady of Fire               | 2:53  |
| 4.      | Lake Isle of Innersfree    | 4:03  |
| 5.      | Pumped Up                  | 4:07  |
| 6.      | Kingdom Come               | 6:35  |
| 7.      | I Got a Woman              | 3:03  |
| 8.      | Hell Hound                 | 3:20  |
| 9.      | Helium Head (I Got a Love) | 4:02  |
| 10.     | Ain't Got Hung on You      | 2:24  |

## Zenei stílus
Az album értékelésekor figyelemreméltó módon 1971-ben a Creem magazin a „heavy metal” kifejezést használta a zenei stílus megnevezésére. Gyors, rhythm and blues alapú rock and roll-t tartalmaz, sok torzítással a gitárok, és időnként a basszus hangzásában. A zenekar stílusa a korai Black Sabbath-éhoz, a Stooges- és az MC5-éhoz hasonlítható. A Kingdom Come gyakran használ többsávos felvételeket a gitárhangzás sűrűbbé tétele érdekében.